# Bœsenbiesen
Bœsenbiesen [bøzənbizən]  est une commune française située dans la circonscription administrative du Bas-Rhin et, depuis le 1er janvier 2021, dans le territoire de la Collectivité européenne d'Alsace, en région Grand Est.
Cette commune se trouve dans la région historique et culturelle d'Alsace.

## Géographie

### Localisation
Bœsenbiesen fait partie du canton de Marckolsheim et de l'arrondissement de Sélestat-Erstein. Le village est situé entre les bourgs de Baldenheim et Schœnau et de Hessenheim à Muttersholtz. La commune s'étend sur 374 ha dont 50 ha de forêt. Les habitants sont appelés les Bœsenois. La commune située en marge de la route départementale 706 est essentiellement agricole.
- Schwobsheim ~ 2 km
- Hessenheim ~ 2 km
- Artolsheim ~ 3 km
- Baldenheim ~ 3 km
- Richtolsheim ~ 4 km
- Bootzheim ~ 5 km
- Mussig ~ 5 km
- Mackenheim ~ 5 km
- Wittisheim ~ 5 km
- Sundhouse ~ 5 km
- Muttersholtz ~ 6 km
- Heidolsheim ~ 6 km
- Saasenheim ~ 6 km
- Hilsenheim ~ 7 km
- Marckolsheim ~ 8 km

Le territoire de la commune est limitrophe de ceux de 5 communes :

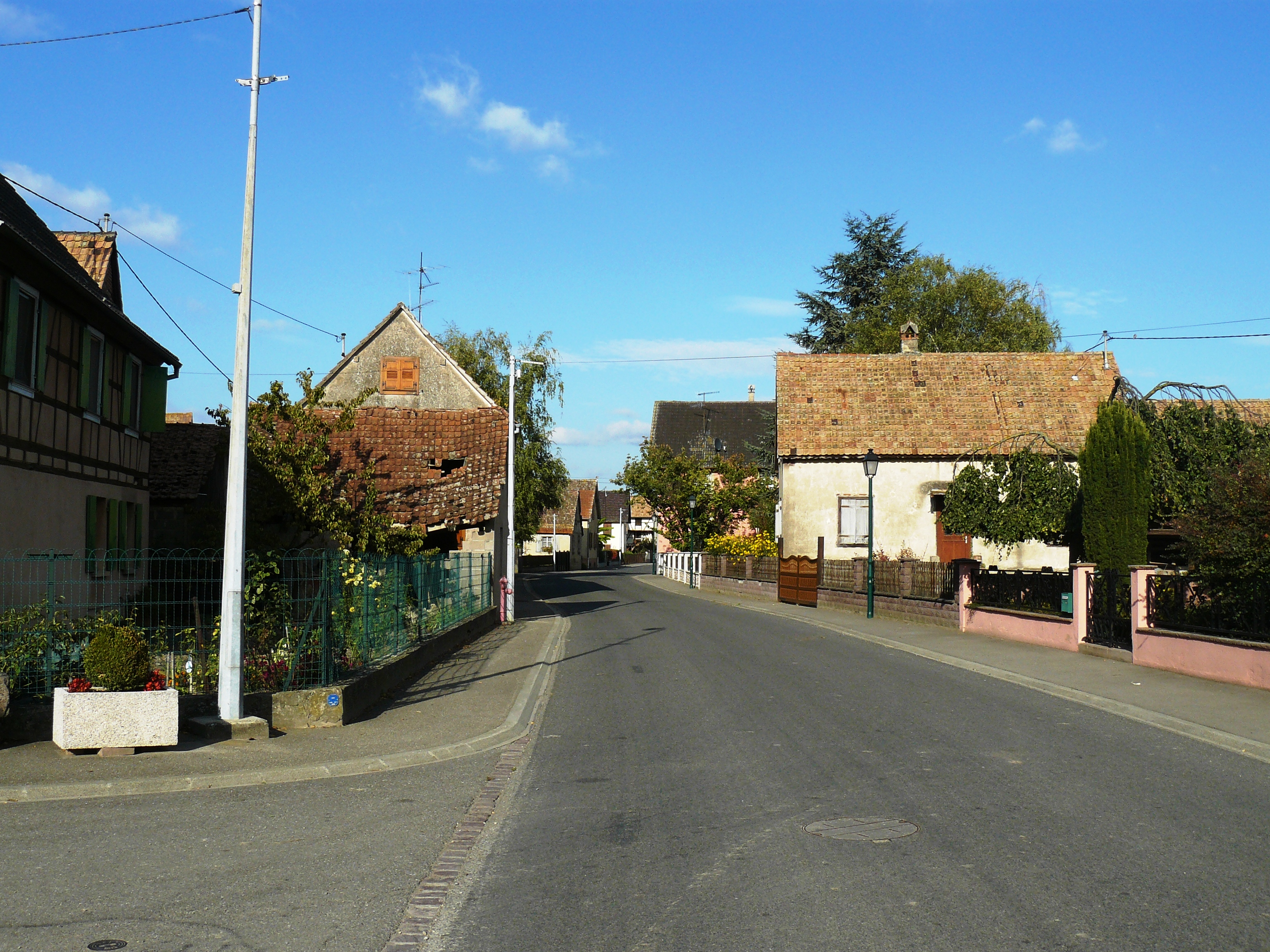
La rue principale du village.

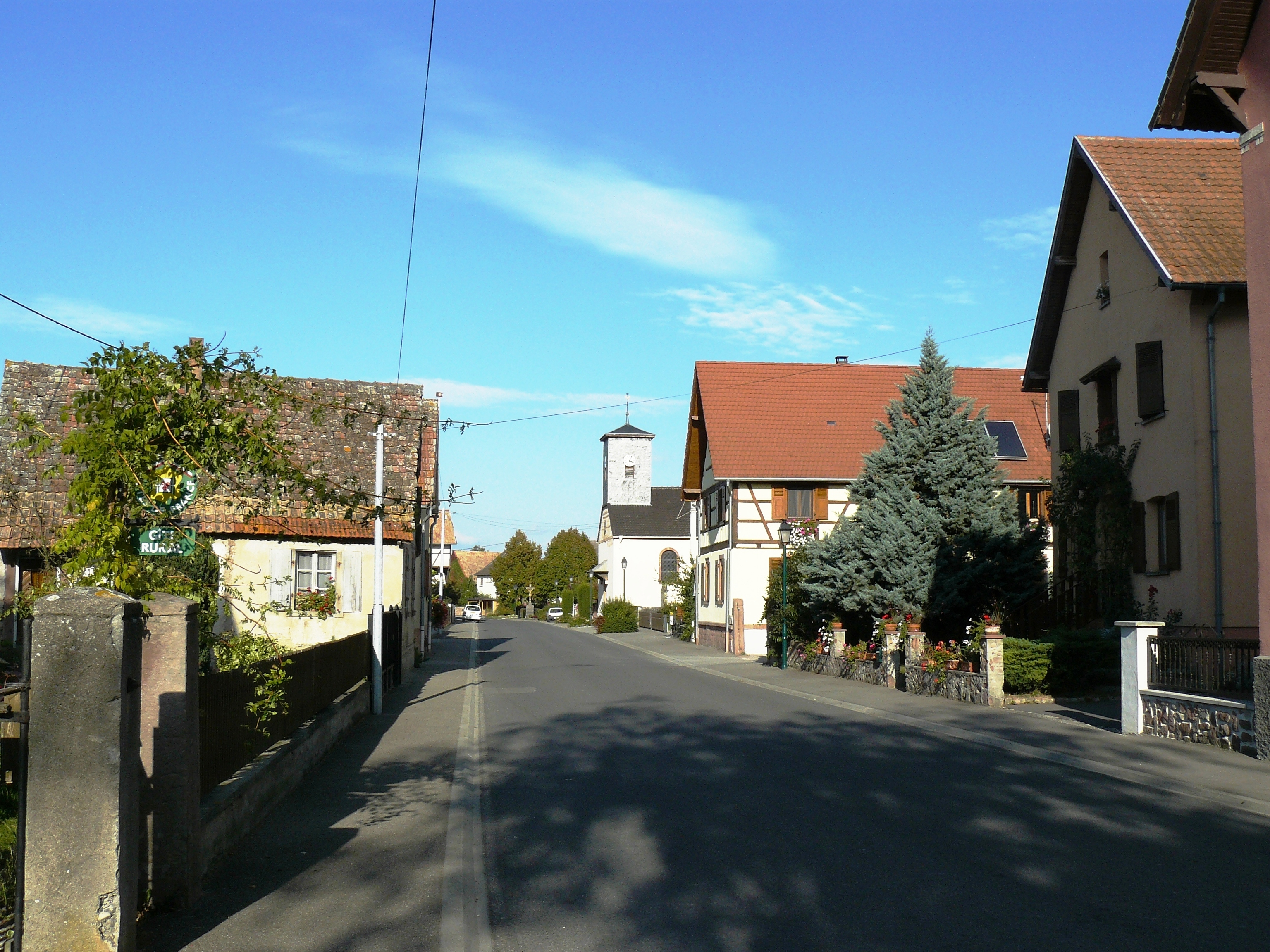
Le centre du village et son église.

| Baldenheim |             | Schwobsheim |
|            | Bœsenbiesen |             |
| Mussig     | Hessenheim  | Artolsheim  |

### Hydrographie

#### Réseau hydrographique
La commune est dans le bassin versant du Rhin au sein du bassin Rhin-Meuse. Elle est drainée par le canal du Rhone au Rhin et le ruisseau le Hanfgraben,.
Le canal du Rhône au Rhin, d'une longueur de 133 km, relie la Saône, affluent navigable du Rhône, au Rhin, par la vallée du Doubs et son prolongement en Haute Alsace jusqu'à Niffer sur le Rhin, un autre prolongement rejoignant Strasbourg par la canalisation de l'Ill.
Le Hanfgraben, d'une longueur de 15 km, prend sa source dans la commune  et se jette  dans la Zembs à Rossfeld, après avoir traversé sept communes.

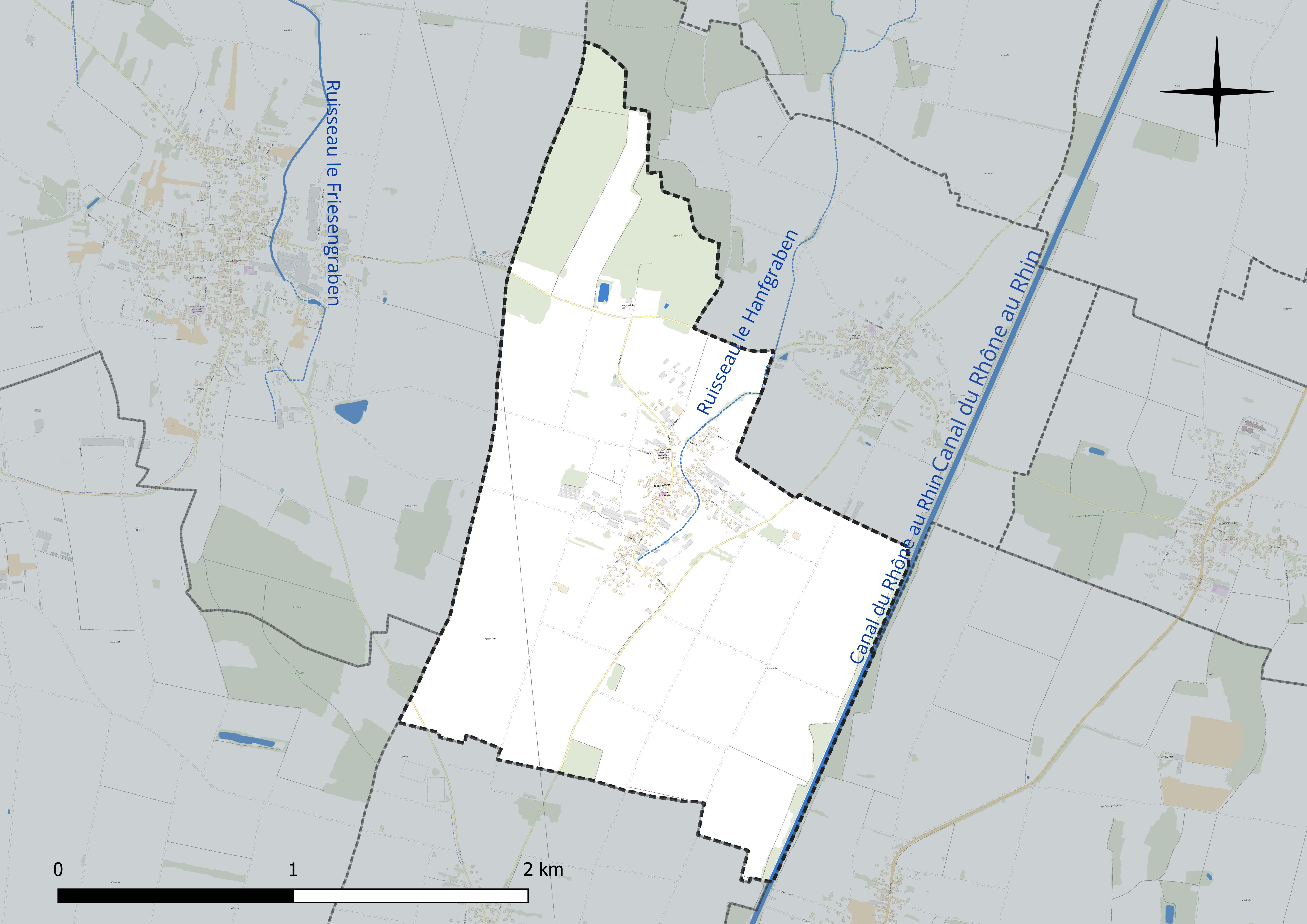
Réseau hydrographique de Boesenbiesen.

#### Gestion et qualité des eaux
Le territoire communal est couvert par le schéma d'aménagement et de gestion des eaux (SAGE) « Ill Nappe Rhin ». Ce document de planification concerne la nappe phréatique rhénane, les cours d'eau de la plaine d'Alsace et du piémont oriental du Sundgau, les canaux situés entre l'Ill et le Rhin et les zones humides de la plaine d'Alsace. Le périmètre s’étend sur 3 596 km2. Il a été approuvé le 17 janvier 2005. La structure porteuse de l'élaboration et de la mise en œuvre est la région Grand Est.
La qualité des cours d’eau peut être consultée sur un site dédié géré par les agences de l’eau et l’Agence française pour la biodiversité.

### Climat
Pour des articles plus généraux, voir Climat du Grand Est et Climat du Bas-Rhin.
En 2010, le climat de la commune est de type climat océanique altéré, selon une étude du Centre national de la recherche scientifique s'appuyant sur une série de données couvrant la période 1971-2000. En 2020, Météo-France publie une typologie des climats de la France métropolitaine dans laquelle la commune est exposée à un climat semi-continental et est dans la région climatique Alsace, caractérisée par une pluviométrie faible, particulièrement en automne et en hiver, un été chaud et bien ensoleillé, une humidité de l’air basse au printemps et en été, des vents faibles et des brouillards fréquents en automne (25 à 30 jours).
Pour la période 1971-2000, la température annuelle moyenne est de 10,5 °C, avec une amplitude thermique annuelle de 17,8 °C. Le cumul annuel moyen de précipitations est de 588 mm, avec 7,5 jours de précipitations en janvier et 9,2 jours en juillet. Pour la période 1991-2020, la température moyenne annuelle observée sur la station météorologique de Météo-France la plus proche, « Selestat Sa », sur la commune de Sélestat à 9 km à vol d'oiseau, est de 11,4 °C et le cumul annuel moyen de précipitations est de 621,1 mm. 
La température maximale relevée sur cette station est de 39,3 °C, atteinte le 13 août 2003 ; la température minimale est de −17 °C, atteinte le 20 décembre 2009,,.
Les paramètres climatiques de la commune ont été estimés pour le milieu du siècle (2041-2070) selon différents scénarios d'émission de gaz à effet de serre à partir des nouvelles projections climatiques de référence DRIAS-2020. Ils sont consultables sur un site dédié publié par Météo-France en novembre 2022.

## Urbanisme

### Typologie
Au 1er janvier 2024, Bœsenbiesen est catégorisée commune rurale à habitat dispersé, selon la nouvelle grille communale de densité à sept niveaux définie par l'Insee en 2022.
Elle est située hors unité urbaine. Par ailleurs la commune fait partie de l'aire d'attraction de Sélestat, dont elle est une commune de la couronne,. Cette aire, qui regroupe 37 communes, est catégorisée dans les aires de 50 000 à moins de 200 000 habitants,.

### Occupation des sols

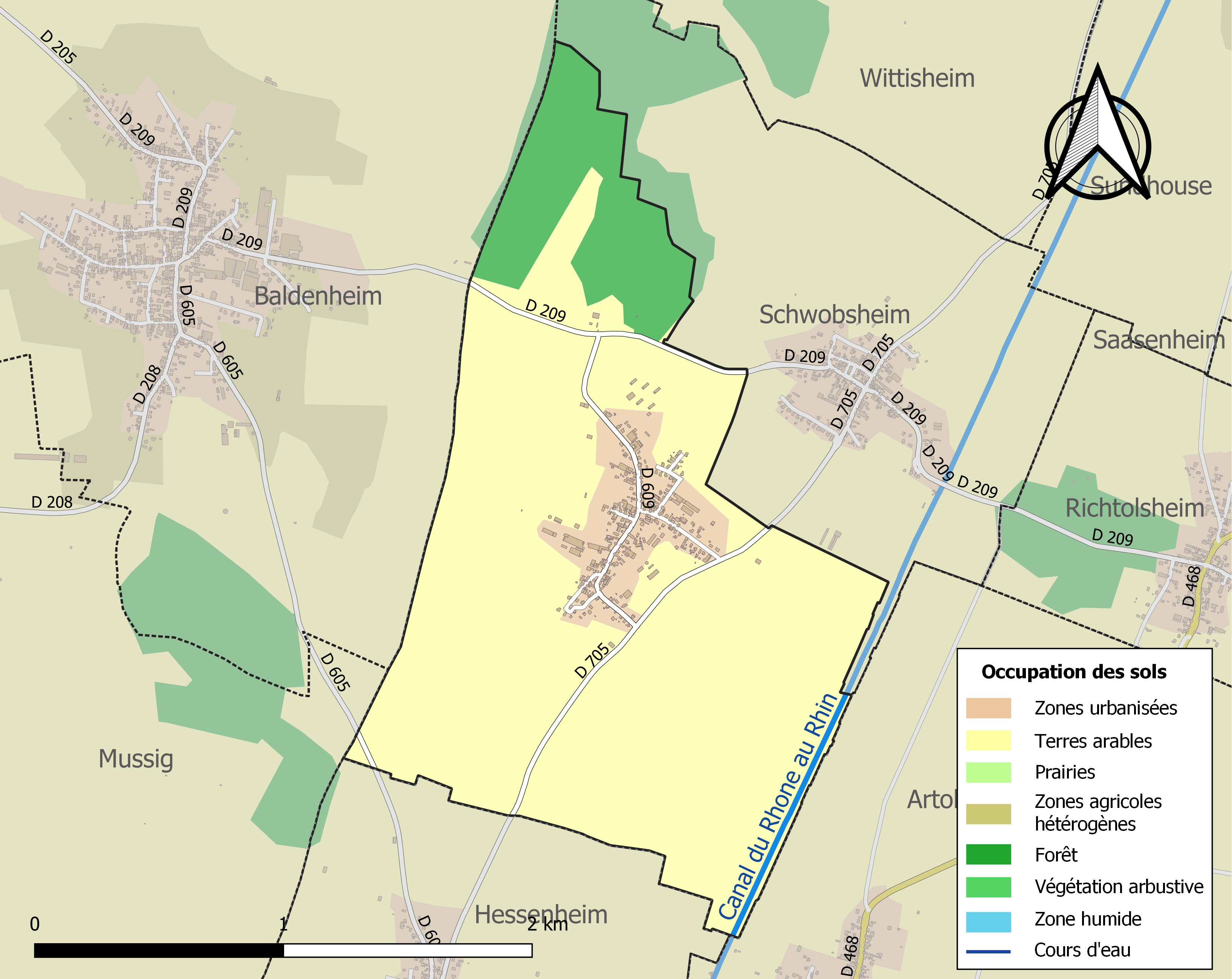
Carte des infrastructures et de l'occupation des sols de la commune en 2018 (CLC).

L'occupation des sols de la commune, telle qu'elle ressort de la base de données européenne d’occupation biophysique des sols Corine Land Cover (CLC), est marquée par l'importance des territoires agricoles (79,1 % en 2018), en diminution par rapport à 1990 (80,1 %). La répartition détaillée en 2018 est la suivante : 
terres arables (79,1 %), forêts (12,4 %), zones urbanisées (8,4 %).
L'IGN met par ailleurs à disposition un outil en ligne permettant de comparer l’évolution dans le temps de l’occupation des sols de la commune (ou de territoires à des échelles différentes). Plusieurs époques sont accessibles sous forme de cartes ou photos aériennes : la carte de Cassini (XVIIIe siècle), la carte d'état-major (1820-1866) et la période actuelle (1950 à aujourd'hui).

## Histoire

### Un domaine appartenant à l'abbaye de Niedermunster
Le village possède dès le début de son existence une cour domaniale appartenant à l'abbaye de Niedermunster.

### Le village devient un fief du duché de Wurtemberg
Bœsenbiesen était un fief mouvant du duché de Wurtemberg, possédé depuis la fin du XIVe siècle par une branche de la famille de Rathsamhausen dite d'Ehenweyer.

### Une paroisse rattachée à celle de Schwobsheim
D'abord paroisse autonome, la localité est rattachée dès 1769 à celle de Schwobsheim. La commune est essentiellement catholique, mais il existe aussi une petite communauté juive. Le village ne compte que cinquante maisons du XIXe siècle.

### Les exploitations agricoles
L'activité principale de la commune est tournée vers l'agriculture. Il existe dans le village sept exploitations agricoles dont cinq doubles actifs. Il y a aussi trois entreprises dans le village qui emploient une quinzaine de personnes.

### Association
Bœsenbiesen compte un riche tissu associatif avec des membres qui se consacrent activement à l'animation du village.

### Scolarité
Au niveau scolaire, la commune fonctionne en RPI avec la commune voisine de Schwobsheim. Les deux classes ont été entièrement rénovées et accueillent à présent 53 élèves.

### Gîtes ruraux
Quelques gîtes ruraux sont à la disposition des vacanciers  aimant profiter du calme à la campagne.

## Politique et administration
| Période                                  | Période  | Identité              | Étiquette | Qualité |
| ---------------------------------------- | -------- | --------------------- | --------- | ------- |
| mars 2001                                | mai 2020 | Jean-Blaise Loos      |           |         |
| mai 2020                                 | En cours | Mathieu Lauffenburger |           |         |
| Les données manquantes sont à compléter. |          |                       |           |         |

## Démographie
L'évolution du nombre d'habitants est connue à travers les recensements de la population effectués dans la commune depuis 1793. Pour les communes de moins de 10 000 habitants, une enquête de recensement portant sur toute la population est réalisée tous les cinq ans, les populations de référence des années intermédiaires étant quant à elles estimées par interpolation ou extrapolation. Pour la commune, le premier recensement exhaustif entrant dans le cadre du nouveau dispositif a été réalisé en 2007.

En 2022, la commune comptait 317 habitants, en évolution de +0,32 % par rapport à 2016 (Bas-Rhin : +3,17 %, France hors Mayotte : +2,11 %).
| 1793 | 1800 | 1806 | 1821 | 1831 | 1836 | 1841 | 1846 | 1851 |
| ---- | ---- | ---- | ---- | ---- | ---- | ---- | ---- | ---- |
| 205  | 138  | 155  | 226  | 305  | 300  | 262  | 283  | 289  |

| 1856 | 1861 | 1866 | 1871 | 1875 | 1880 | 1885 | 1890 | 1895 |
| ---- | ---- | ---- | ---- | ---- | ---- | ---- | ---- | ---- |
| 304  | 308  | 322  | 305  | 287  | 263  | 275  | 292  | 277  |

| 1900 | 1905 | 1910 | 1921 | 1926 | 1931 | 1936 | 1946 | 1954 |
| ---- | ---- | ---- | ---- | ---- | ---- | ---- | ---- | ---- |
| 276  | 275  | 266  | 224  | 222  | 204  | 210  | 203  | 210  |

| 1962 | 1968 | 1975 | 1982 | 1990 | 1999 | 2006 | 2007 | 2012 |
| ---- | ---- | ---- | ---- | ---- | ---- | ---- | ---- | ---- |
| 222  | 227  | 229  | 237  | 239  | 272  | 296  | 299  | 303  |

| 2017 | 2022 | - | - | - | - | - | - | - |
| ---- | ---- | - | - | - | - | - | - | - |
| 321  | 317  | - | - | - | - | - | - | - |

## Économie
L'entreprise Blin, cette dernière ayant migré vers Elbeuf (76).

## Culture locale et patrimoine

### Lieux et monuments

#### Église catholiqueSaint-Sébastien
L'église paroissiale de Bœsenbiesen est citée pour la première fois dès 1371. L'édifice actuel date du XIXe siècle. De taille modeste, il est orné d'un clocheton carré, couvert d'ardoise à l'aplomb du porche d'entrée. À l'origine le clocheton était à colombage, puis a été recouvert d'un bardage extérieur.

#### Chapelle fermée
Cette petite chapelle possède une porte en bois. Située en bordure du cimetière, elle sert d'étape lors des processions religieuses de la fête-Dieu.

#### Calvaire de 1928
Calvaire massif en grès, entouré d'une grille de protection forgée. Le crucifix est sculpté à la base de la croix. Un autre calvaire à bras fleuronné se trouve dans le village. Ces deux petits édifices ruraux attestent à travers des styles différents, l'engouement de la population pour la foi chrétienne.

#### Ferme de 1805
Cette belle ferme aux vastes dépendances possédait une importante étendue de terres cultivables. Le portail d'entrée manque sans doute à cet ensemble qui a depuis fait l'objet de restauration.

### Galerie

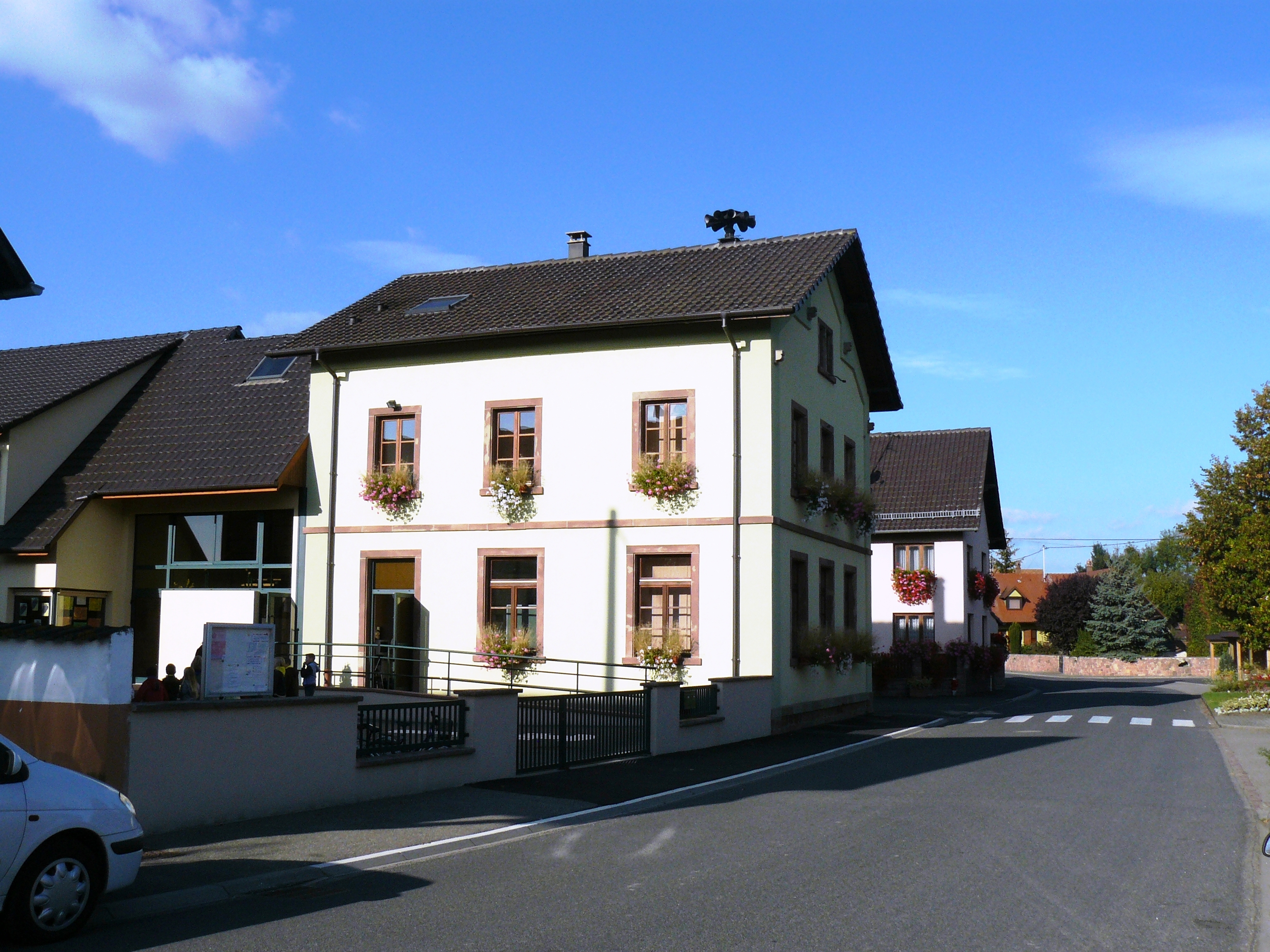
Mairie-école de Bœsenbiesen.
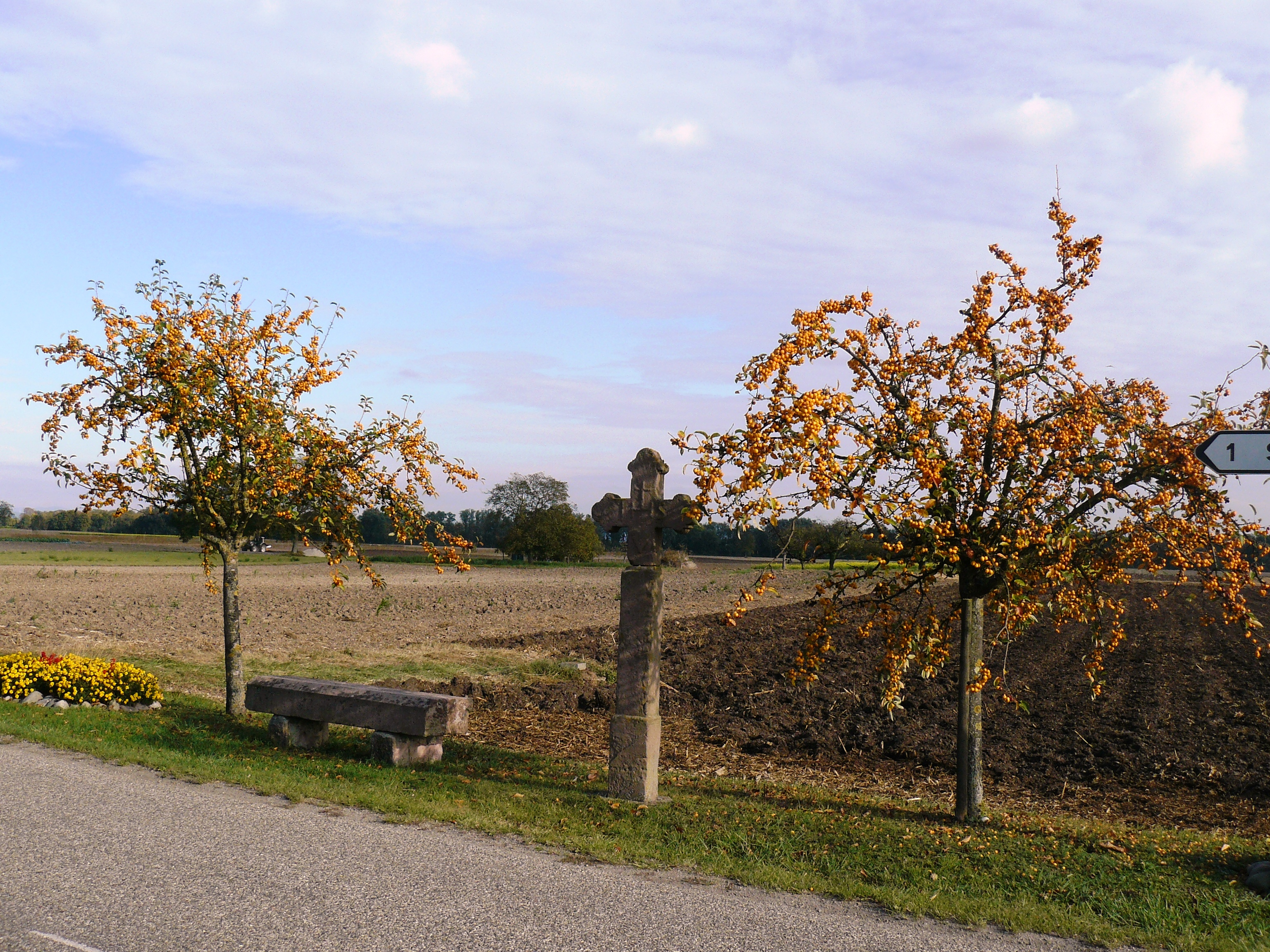
Ancien calvaire au bord de la route à l'entrée du village.
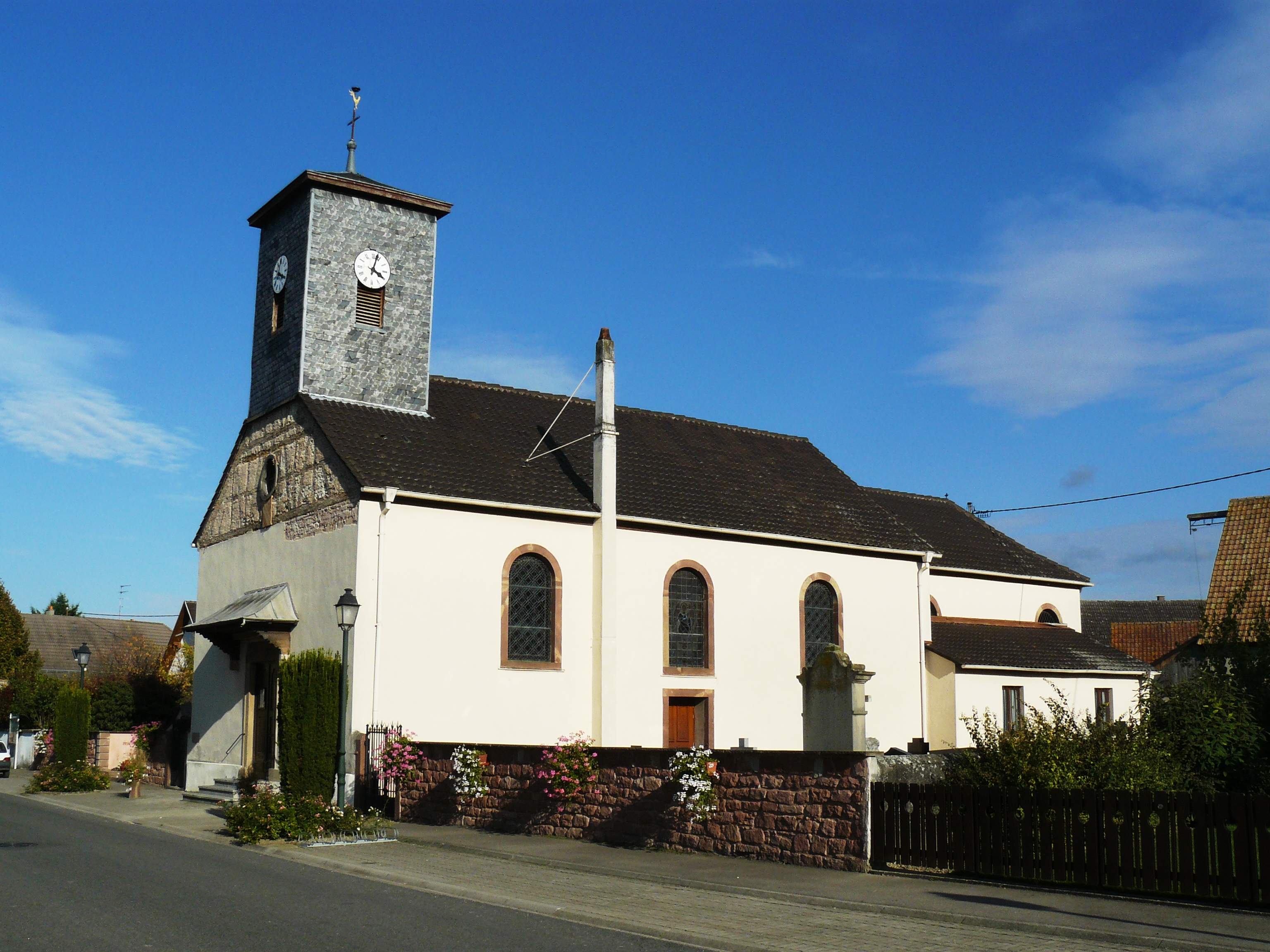
Église catholique Saint-Sébastien.
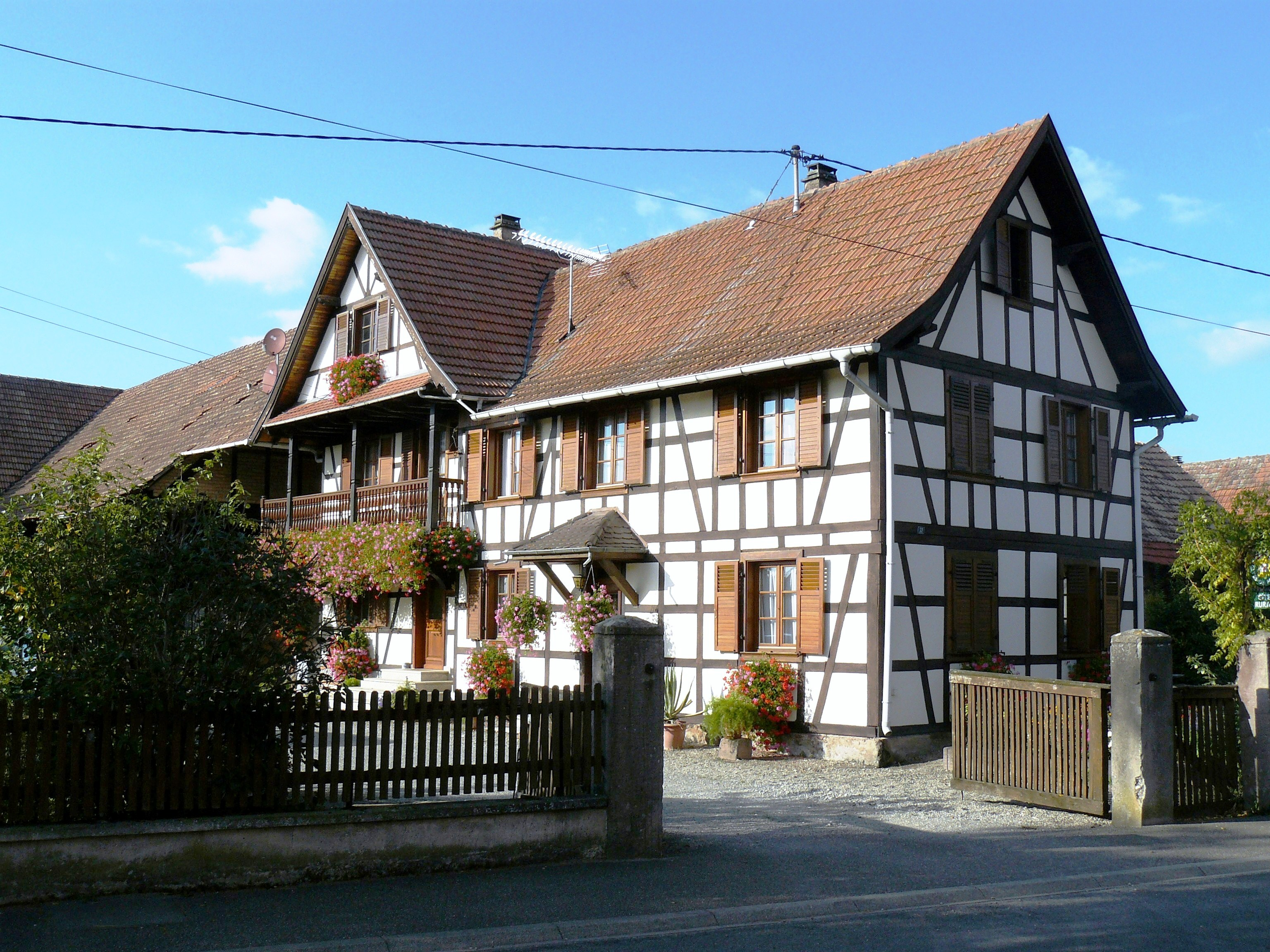
Ferme de 1805 aux vastes dépendances dans le village de Bœsenbiesen.
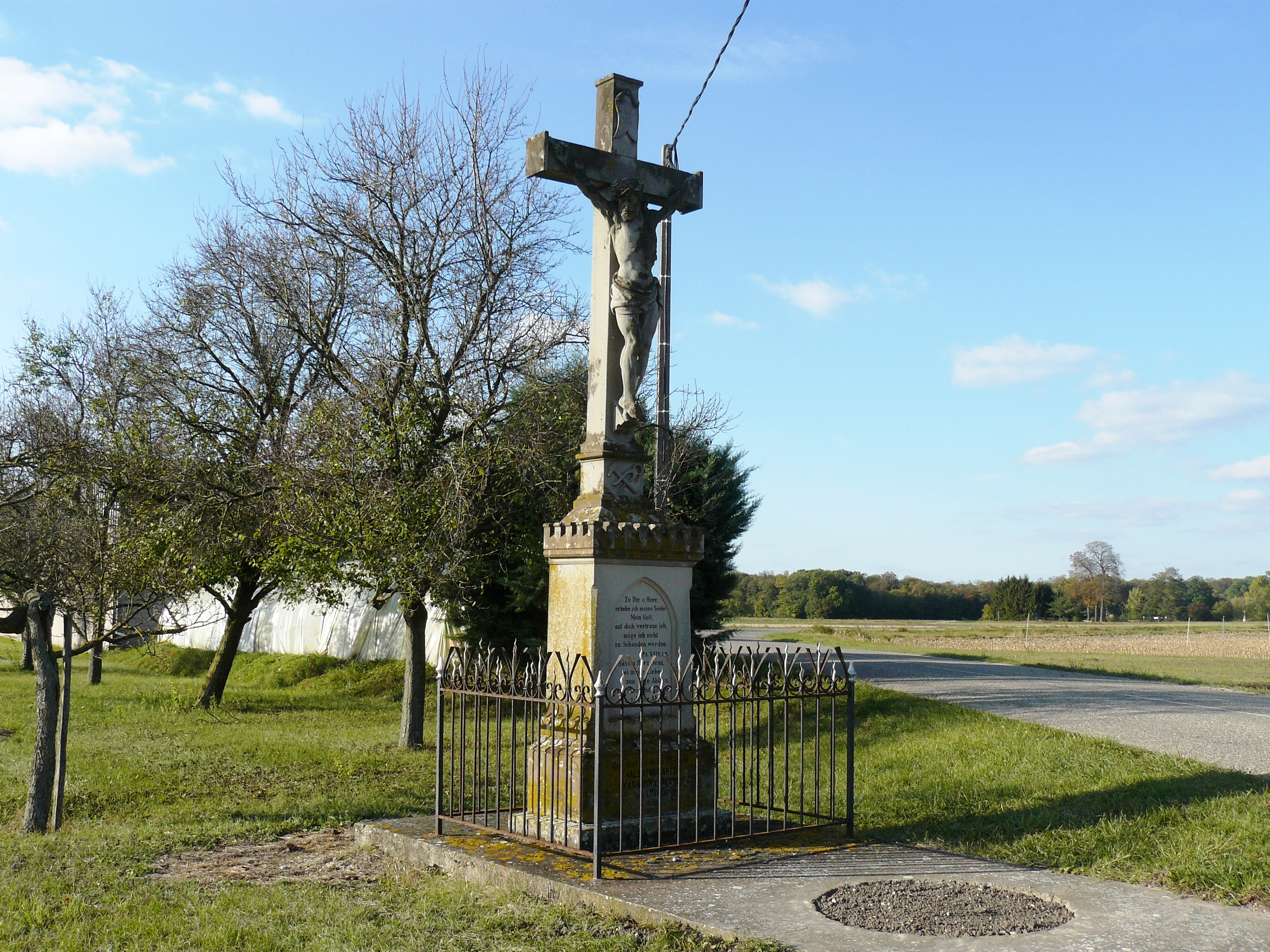
Calvaire en grès et fer forgé (1928) de Bœsenbiesen.
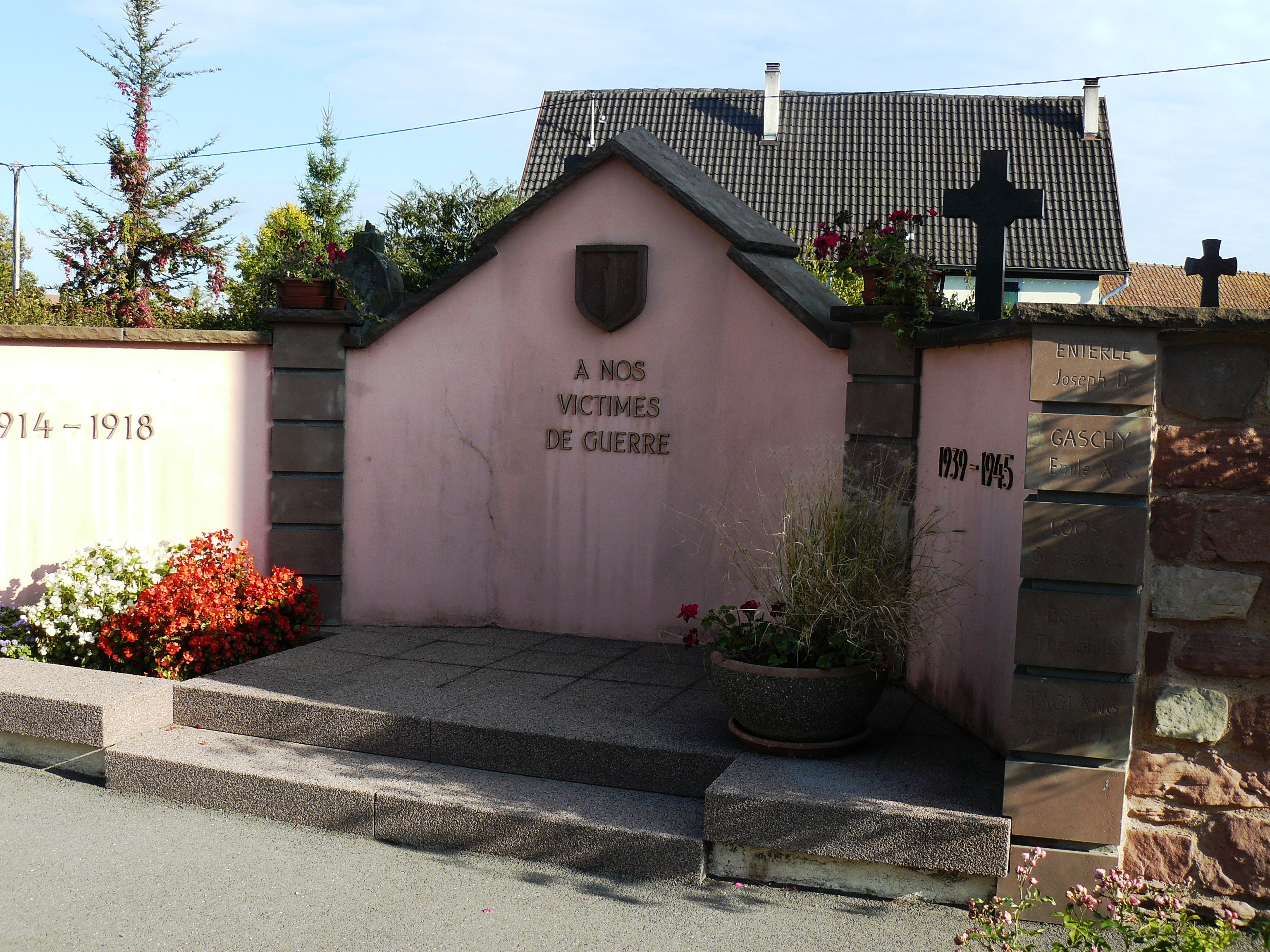
Monument aux morts de Bœsenbiesen.

### Héraldique
| Blason de Bœsenbiesen | Blason  | De sinople au coutre d'argent. |
| Blason de Bœsenbiesen | Détails |                                |